# Madres de los dioses
Madres de los dioses (tj. Matky Bohů) je argentinský film z roku 2015, který natočil režisér Pablo Agüero podle vlastního scénáře. Sleduje čtyři ženy, které žijí tvrdým životem hluboko v Patagonii, ale čerpají energii ze spirituality. Jednotlivé ženy ztvárnily Samiha Aguirre, Humana Espectral Amarilla, Maicoño Guitart, María Merino a Geraldine Chaplinová, přičemž pouze poslední jmenovaná je profesionální herečkou. Chaplinová ve filmu ztvárnila Boha.